# Faculdades Oswaldo Cruz
Faculdades Oswaldo Cruz são um complexo educacional, o Colégio Oswaldo Cruz começou a construir sua história em 1914, ano de sua fundação. 

## História
Em 1914, foi fundado o Colégio Oswaldo Cruz.
Em 1954, o professor Oswaldo Quirino Simões assumiu o cargo de Diretor Geral do Colégio, que era situado na rua Santa Isabel nº 41 e constituído por cursos primarios, ginasiais e colegiais. Devido a sua excelente qualidade de ensino, no ano de 1956 foi fundada a Escola Técnica Oswaldo Cruz, tendo o seu curso de Química Industrial como um dos pioneiros em toda a América Latina. Tal curso obteve um prestígio tão grande, que foi responsável por 60% das matrículas de todos os cursos técnicos do país. 
A partir da criação de novos cursos e, consequentemente, do crescente número de alunos, houve a necessidade da construção de um outro prédio para poder atender a grande demanda. A nova construção, com seus sete andares, foi erguido na Avenida Angélica nº 352 e atualmente ainda sedia os Colégios Integrados Oswaldo Cruz-Pais Leme.
Em 1965, foi inaugurada a nova unidade na Rua Brigadeiro Galvão nº 540, no bairro da Barra Funda, situado na zona Oeste de São Paulo. O novo local foi escolhido para ser a matriz das Faculdades Oswaldo Cruz, além de abrigar a “Escola Experimental Professora Rosa Quirino Simões”, de Ensino Fundamental, a qual é o atual laboratório do curso de Pedagogia. Também na década de 1960 foram criados os cursos de Eletrônica, Metalurgia, Administração e, mais tarde, de Processamento de Dados, nas instalações da Avenida Angélica.
Em 1968, houve a integração do Colégio Pais Leme ao tracidional Colégio Oswaldo Cruz dando origem aos Colégios Integrados Oswaldo Cruz-Pais Leme.
Em 1991, assume a Direção Geral da renomada instituição de ensino o Sr. Carlos Eduardo Quirino Simões de Amorim, neto do fundador. 
Atualmente, o complexo possui seis unidades instaladas em cinqüenta mil metros quadrados e abriga mais de oito mil alunos.